# 阿嫩托
阿嫩托，是西班牙阿拉贡自治区萨拉戈萨省的一个市镇。 总面积22平方公里，总人口116人（2001年），人口密度5人/平方公里。